# Добиаш, Франтишек
Франтишек Добиаш (чеш. František Dobiáš; 3 февраля 1898, Йимрамов — 1982, Йимрамов) — чешский художник.

## Биография
Родился в бедной семье в Йимрамове. В Йимрамове ходил в общеобразовательную и городскую школу, затем выучился на слесаря. В 1916 году его призвали в австро-венгерскую армию и отправили на фронт в Румынию и Италию. Позже он записал свой фронтовой опыт в обширных мемуарах. После окончания Первой мировой войны вернулся в Йимрамов, где до выхода на пенсию работал на текстильной фабрике. Кроме того, он много лет был управляющим местного Орела, а также участвовал в деятельности местного волонтерского объединения и хора Просветительского собрания. С юных лет он также посвятил себя живописи, для чего искал сюжеты для своих картин в основном в Йимранове и его ближайших окрестностях. В настоящее время многие его картины можно найти за границей. В более поздние годы он организовывал экскурсии, а также был гидом по Чедоку.